# ファニー・フィーリング
『ファニー・フィーリング』は宝塚歌劇団によって制作された舞台作品。

## 宝塚大劇場公演
参考資料は60年史別冊
- 1973年5月26日 - 6月28日
- 月組公演
- 形式名は「ショート・ショート・ショー」
- 16場
- 併演は『霧深きエルベのほとり』

### スタッフ
- 作・演出：鴨川清作
- 作曲・編曲：寺田瀧雄・中井光晴・入江薫
- 音楽指揮・合唱指導：橋本和明
- 歌唱指導：水島早苗
- 振付：喜多弘・佐々木和男・司このみ・朱里みさを
- 装置：静間潮太郎・大橋泰弘
- 衣装：静間潮太郎
- ヘアーデザイン：畠山順吉
- 照明：今井直次
- 小道具：万波一重
- 効果：中田正広
- 音響監督：松永浩志
- 演出助手：草野旦・村上信夫・三木章雄
- 制作：野田浜之介

### 主な配役
- ミラーの歌手、神父：真帆志ぶき
- ミラーの男：古城都
- 歌手、尼僧：初風諄
- 踊る男、ハーレムの男：大滝子
- 踊る男：榛名由梨・叶八千矛・麻生薫
- 踊る女：千草美景・小松美保・麗美花

## 東京宝塚劇場公演
参考資料は90年史別冊
- 1973年8月2日 - 8月29日
- 月組公演
- 主なスタッフ
  - 菊田一夫
  - 鴨川清作（演出）
- 併演は『霧深きエルベのほとり』

## 宝塚大劇場・東京宝塚劇場以外の公演
参考資料は90年史別冊
- 1974年9月6日 - 9月25日
- 公演地：佐世保、長崎、伊万里、熊本、松江、米子
- 星組公演
- 主なスタッフ：鴨川清作
- 併演は『花の若武者』